# Neil Marshall
Neil Marshall (Newcastle upon Tyne, 25 maggio 1970) è un regista, sceneggiatore e montatore inglese.

## Biografia
Marshall esordisce nel mondo del cinema come co-sceneggiatore e montatore del film Killing Time (1998) diretto da Bharat Nalluri, per il quale aveva già curato il montaggio del cortometraggio per la televisione Driven (1994). Nel 1999 dirige il cortometraggio Combat e nel 2002 il suo primo lungometraggio, l'horror splatter Dog Soldiers, che viene presentato con successo ai festival di settore (al Festival internazionale del cinema fantastico di Bruxelles vince il Corvo d'Oro come miglior film e il premio Pegaso assegnato dal pubblico) e diventa un piccolo cult in patria, pur senza ottenere incassi di particolare rilievo.
La sua più ambiziosa opera seconda, l'horror d'ambientazione sotterranea The Descent - Discesa nelle tenebre (2005), sulla terribile odissea di un gruppo di donne speleologhe contro delle misteriose creature del buio, conquista pubblico e critica. A fronte di un budget limitato di circa tre milioni di sterline, il film ottiene un'ampia distribuzione negli Stati Uniti e incassa a livello mondiale oltre cinquanta milioni di dollari. Vince inoltre due British Independent Film Awards 2005, a Marshall per la regia e al montatore Jon Harris per il miglior contributo tecnico, e il Saturn Award per il miglior film horror.
Marshall alza ulteriormente il tiro con Doomsday - Il giorno del giudizio (Doomsday) (2008), avventura post-apocalittica che cita e mescola liberamente i classici del filone, da Interceptor a 1997 - Fuga da New York, da Romero (La città verrà distrutta all'alba) a Richard Fleischer (2022: I sopravvissuti), per il quale può disporre di un budget da trenta milioni di dollari. Il film, un appassionato e conclamato omaggio al cinema di genere in voga negli anni '70 e '80 (ogni scena contiene una citazione), non è compreso e riceve un'accoglienza meno positiva del film precedente, sia da parte del pubblico che della critica.
Nel 2009 viene inevitabilmente dato un seguito al fortunato The Descent, The Descent: Part 2, di cui Marshall è solo produttore esecutivo, mentre la regia è affidata al montatore del primo episodio, Jon Harris. Marshall si dedica invece alla realizzazione del crudo Centurion, film d'azione d'ambientazione antico-romana, sulla leggendaria scomparsa della Nona Legione in Britannia, che ha ispirato anche il contemporaneo The Eagle diretto da Kevin Macdonald. Il film esce nel 2010 ma, nonostante la presenza della superstar Michael Fassbender nella parte del protagonista, ottiene un risultato deludente, incassando poco più di sei milioni di dollari in tutto il mondo, a fronte di un budget pari al doppio.
Nel 2012 esordisce in televisione e dirige l'episodio L'assedio della seconda stagione della serie televisiva targata HBO Il Trono di Spade. Nel 2014 dirige un altro episodio della serie, Il coraggio di pochi. Nello stesso anno dirige anche alcuni episodi di altre serie televisive come Black Sails e Constantine.

## The October Society
Neil Marshall fa parte di The October Society, un gruppo di registi incentrati sui film horror: Darren Lynn Bousman (Saw II, III e IV), Joe Begos (Almost Human), Axelle Carolyn (Soulmate), Adam Gierasch (Night Of The Demons), Andrew Kasch (Never Sleep Again: The Elm Street Legacy), John Skipp (Stay At Home Dad), Mike Mendez (Alien Spider), Dave Parker (Le colline sanguinano), Ryan Schifrin (Abominable) e Paul Solet (Grace). Il loro primo film è  Tales of Halloween.

## Curiosità
- Il nome Eddie Oswald è presente in tutte le sue pellicole: in Dog Soldiers, il sergente Wells (Sean Pertwee) racconta una storia su un suo amico coinvolto nella guerra del golfo - Eddie Oswald. In The Descent - Discesa nelle tenebre, Sarah (Shauna MacDonald) trova un vecchio elmo sul quale è inciso "Oswald".

## Progetti vari
Oltre al film Tales of Halloween con gli altri registi del gruppo The October Society Marshall è attualmente al lavoro a vari altri progetti:
- The Last Voyage of Demeter, film horror incentrato sull'ultimo viaggio descritto da Bram Stoker in Dracula affrontato dalla nave Demeter dalla Transilvania all'Inghilterra. Nel progetto sembrano essere coinvolti Viggo Mortensen, Noomi Rapace, Ben Kingsley e Jude Law[1].
- Troll Hunter, remake americano dell'omonimo film norvegese diretto da André Øvredal[2]. Le riprese sarebbero dovute iniziare nei primi mesi del 2014 ma sono state posticipate[3].
- Nel 2011 Marshall è entrato in trattative con la CBS per dirigere l'horror Hellfest[4].
- Outpost, era un film pianificato da Marshall fin da prima di iniziare la lavorazione di The Descent. Si tratta di un zombie movie ambientato su una piattaforma petrolifera[5]. la realizzazione del film tuttavia è a tutt'oggi incerta[6].
- The Eagle's Nest, è un film pianificato da Marshall e descritto come una pellicola d'azione sulla seconda guerra mondiale di azione e avventura ibrido tra Die Hard (1988) e Quel che resta del giorno (1993)[7]. Marshall ha affermato che la pellicola sarebbe stata un omaggio a film come Dove osano le aquile (1968) e La notte dell'aquila (1976). La trama avrebbe ruotato intorno ad un tentativo di salvataggio di un paracadutista, Rudolf Hess, atterrato in Scozia durante la seconda guerra mondiale. Il salvataggio fallisce, e Hess viene preso da un gruppo nazista[6]. Marshall ha anche dichiarato: "È un po' di Dove osano le aquile, Indiana Jones, James Bond e il tipo di storia di spionaggio ambientato durante la seconda guerra mondiale, ma non è davvero un film di guerra, in quanto è un pieno di azione e avventura."[8]
- The Sword and the Fury, film incentrato su una rapina che si svolge in epoca medievale. La storia si svolge 30 anni dopo la morte di Re Artù, dopo che la sua spada Excalibur è stato rubata. La regina Ginevra ingaggia una banda di ladri per trovarla, rubarla e riportarla indietro[6].
- Sacrilege, film ambientato nel vecchio West. Marshall ha riferito riguardo al film: "È ambientato durante la corsa all'oro, un tempo ricordato per incidenti come la spedizione Donner." Il film avrà come temi la paranoia e l'isolamento, per i quali il regista ha riferito di aver tratto ispirazione da film come La cosa (1982)[9].
- Burst 3D, film thriller horror annunciato nell'ottobre 2009, che Marshall ha in programma di dirigere[10]. Il film, basato su una sceneggiatura di Gary Dauberman, seguirà un gruppo di viaggiatori bloccati in una bufera di neve. Sam Raimi sarà il produttore con la sua Ghost House Pictures[11].
- Nel maggio del 2017 è stato annunciato che Marshall dirigerà il reboot della serie cinematografica di Hellboy, basato sul fumetto omonimo di Mike Mignola. La data di uscita del reboot è fissata per il 2019 e avrà David Harbour nei panni del protagonista.[12]

## Filmografia

### Regista

#### Cinema
- Combat - cortometraggio (1999)
- Dog Soldiers (2002)
- The Descent - Discesa nelle tenebre (The Descent) (2005)
- Doomsday - Il giorno del giudizio (Doomsday) (2008)
- Centurion (2010)
- Bad Seed, episodio del film Tales of Halloween (2015)
- Hellboy (2019)
- The Reckoning (2020)
- The Lair (2022)
- Duchess (2024)

#### Televisione
- Il Trono di Spade (Game of Thrones) – serie TV, 2 episodi: 2x09 e 4x09 (2012-2014)
- Black Sails – serie TV, 2 episodi: 1x01 e 1x03 (2014)
- Constantine – serie TV, 2 episodi: 1x01 e 1x06 (2014)
- Hannibal – serie TV, episodio 3x08 (2015)
- Westworld - Dove tutto è concesso (Westworld) – serie TV, episodio 1x03 (2016)
- Lost in Space - serie TV, episodio 1x01 (2018)

### Sceneggiatura
- Killing Time, regia di Bharat Nalluri (1998)
- Combat (1999) - cortometraggio
- Dog Soldiers (2002)
- The Descent - Discesa nelle tenebre (The Descent) (2005)
- Doomsday - Il giorno del giudizio (Doomsday) (2008)
- Centurion (2009)
- The Descent Part 2, regia di Jon Harris (2009) - soggetto
- Tales of Halloween (2015) - segmento Bad Seed

### Montaggio
- Driven, regia di Bharat Nalluri (1994) (TV) - cortometraggio
- Killing Time, regia di Bharat Nalluri (1998)
- The Gatherers, regia di Ian D. Fleming (1998) - cortometraggio
- Ravine, regia di Richard von Kaufmann (1999) - cortometraggio
- Bully, regia di Darren Mapletoft (1999) - cortometraggio
- Still Life, regia di Ian D. Fleming (2001) - cortometraggio
- Dog Soldiers (2002)
- Doomsday - Il giorno del giudizio (Doomsday) (2008)

### Produzione
- The Descent: Part 2, regia di Jon Harris (2009)
- Soulmate, regia di Axelle Carolyn (2013)
- Dark Signal, regia di Edward Evers-Swindell (2015)
- Timeless – serie TV (2016- in produzione)
- Lost in Space - serie TV, 10 episodi (2018)